# Heia fotball
|  | Denne artikel behøver tilrettelse af sprogstilen. Sproget i denne artikel er af uencyklopædisk karakter. Da Wikipedia er en åben encyklopædi, der skal kunne læses af alle, er det vigtigt at holde et naturligt og neutralt dansk (uden f.eks. indforståede fagudtryk og superlativer). Du kan hjælpe ved at forbedre teksten. |

Heia Fotball er en fodboldpodcast der udgives af NRK P3. 
De to norske værter Tete Lidbom og Sven Bisgaard Sundet er vidende, vittige, elsker fodbold, flotte fodboldtrøjer og er omtrent 48 år gamle. Tredje ben på taburetten er Nettsjef Lars, han sørger for at dække breddefodbolden og mægle i diskussioner. Dem er der mange heldigvis mange af, under VM 2018 kan Sven f.eks. ikke lide, at folk rydder op efter sig selv på stadion, hvorimod Tete synes det er en god idé. 
De har altid relevante gæster på besøg, og har blandt andet haft F.C. København-legenderne Erik Mykland, Ståle Solbakken og ikke mindst Tom Høgli i studiet.
Heia Fotballs Glory Hall er Heia Fotballs bud på fodboldens Hall of Fame. Den er lytterbestemt og forbeholdt en lang række nuværende og forhenværende ekstremt coole fodboldspillere såsom Nicklas Bendtner og Gabriel Batistuta.